# Cornelius Tittel
Cornelius Tittel (* 1977 in Haan) ist ein deutscher Journalist. Er ist Chefredakteur des Kunstmagazins Blau sowie Creative Director der Tageszeitung Die Welt und der Wochenzeitung Welt am Sonntag.

## Beruf
Seine journalistische Laufbahn begann Tittel 1998 bei Groove, einem Magazin für elektronische Musik und Clubkultur. Ab 2000 moderierte er für drei Jahre die Jazzanova Radio Show im RBB, WDR und Radio Bremen. Im Jahr 2003 wurde er Teil der Kulturredaktion der Tageszeitung taz. Von 2004 bis 2006 arbeitete Tittel als Kulturredakteur bei der Welt am Sonntag. 2007 machte Florian Illies ihn zum Chefredakteur der Kunstzeitschrift Monopol. 2010 kehrte er zum Axel Springer Verlag zurück und wurde Feuilletonchef sowie stellvertretender Chefredakteur der WELT-Gruppe. Seit April 2015 ist er Gründungs-Chefredakteur von Blau sowie Creative Director von Die Welt und Welt am Sonntag. Seit 2020 erscheint Blau zweimal jährlich in englischer Sprache.

## Sonstiges
Er gehörte neben Lord George Weidenfeld und Richard Kämmerlings der Jury des WELT-Literaturpreises an, der einmal im Jahr in Berlin vergeben wird. Als Feuilletonchef der Tageszeitung Die Welt bat Tittel 2010 den Maler Georg Baselitz zum zwanzigsten Jubiläum der deutschen Einheit eine komplette Ausgabe der Zeitung zu gestalten. Daraus entstand eine angesehene Serie von Welt-Künstlerausgaben, in der nach Baselitz bis heute Ellsworth Kelly, Gerhard Richter, Neo Rauch und Cindy Sherman Ausgaben der Welt gestalteten. Exemplare der Künstlerausgaben befinden sich unter anderem in den Sammlungen des Museum of Modern Art und des Whitney Museum in New York sowie der Neuen Nationalgalerie, Berlin. Die Ausgabe mit Ellsworth Kelly erhielt 2012 den Lead Award in Gold für die beste journalistische Einzelleistung des Jahres.

## Öffentliche Debatten
2010 beschwerte sich der Journalist und Schriftsteller Moritz von Uslar über einen kritischen Artikel in der Welt am Sonntag über sein Buch Deutschboden. Darin hatte der Journalist Kolja Reichert einige Protagonisten des Buchs befragt und Uslar „Pose“ statt ernsthaftem Interesse vorgeworfen. Uslar beschwerte sich über den Artikel in mehreren SMS bei Tittel. Er stelle einen „Skandalisierungsversuch“ dar. Uslar schrieb Tittel: „Cornelius, Du hässlicher Eierkopf.“ Auf Tittels Frage, ob er den kompletten SMS-Verkehr veröffentlichen dürfe, reagierte Uslar positiv. Er konnte jedoch nicht vollständig veröffentlicht werden, da Medienanwalt Christian Schertz kurz vor Redaktionsschluss mit rechtlichen Schritten drohte. Die Kontroverse wurde in verschiedenen Medien besprochen.
2013 veröffentlichte Tittel in der Welt am Sonntag einen viel beachteten Angriff auf den damaligen FAZ-Herausgeber Frank Schirrmacher anlässlich der Veröffentlichung dessen Buches Ego: Das Spiel des Lebens. Tittel warf Schirrmacher unseriöse Quellenarbeit sowie ein fragwürdiges Menschen- und Geschichtsbild vor.
2015 war Tittel der erste Journalist, der aus dem Entwurf der Bundesregierung zum neuen Kulturgutschutzgesetz zitierte. Unter der Überschrift „Denn die Gesetzgeber wissen nicht, was sie tun“ warnte Tittel am 10. Juli 2015 in Die Welt vor den gravierenden Folgen des Gesetzes für deutsche Museen, Sammler und den Kunsthandel. Georg Baselitz zog als Reaktion auf diesen Text seine Leihgaben aus deutschen Museen ab, die Erben von Max Beckmann folgten. Nach heftiger Kritik auch seitens anderer Medien veröffentlichte die damalige Bundeskulturstaatsministerin Monika Grütters am 15. September 2015 einen deutlich überarbeiteten Gesetzentwurf.